# ТМ-57
ТМ-57  — противотанковая мина.
Разработана в СССР в 1956 году.

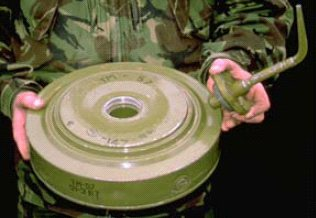
TM-57 противотанковая мина

ТМ-57 мина противотанковая противогусеничная нажимного действия. В мине предусмотрено второе гнездо для установки взрывателя неизвлекаемости. Взрыв происходит при наезде гусеницей танка или колесом автомобиля на верхнюю крышку мины.
Мина представляет собой плоскую округлую металлическую коробку. Внутри коробки помещён заряд взрывчатки, а сверху устанавливается взрыватель. Имеет откидную ручку на днище для удобства переноски. Мина может использоваться со взрывателями МВШ-57, МВ-57, МЗК, МВЗ-57. 
Мина может устанавливаться вручную или с помощью средств механизации.

## ТТХ
- Материал корпуса……………………………. 	сталь
- Масса……………………………………….….9 кг.
- Масса взр.вещества (тротил или ТГА)…..….6.5 кг.
- Диаметр………………………………………..32 см.
- Высота с МВ-57………………………….…11.1 см.
- Высота с МВШ-57……………………….…..27.2 см.
- Диаметр датчика цели………………………22 см.
- Чувствительность……………………………200-500 кг.
- Температурный диапазон применения…..-60 --+60 град.